# Marek Tynda
Marek Tynda (ur. 19 listopada 1974 w Kwidzynie) – polski aktor teatralny, filmowy, telewizyjny i dubbingowy.

## Życiorys
W 2001 ukończył studia na Wydziale Aktorskim PWST w Krakowie – Wydział Zamiejscowy we Wrocławiu. Występował w Teatrze Dramatycznym w Elblągu, od września 2001 był związany z Teatrem Polskim w Bydgoszczy, od sezonu 2008/2009 współpracuje z Teatrem Wybrzeże w Gdańsku.

## Filmografia
- 2004: Fala zbrodni (odc. 17)
- 2006: Fala zbrodni (odc. 70)
- 2012: Lekarze − jako anestezjolog (odc. 2, 9 i 11)
- 2018: Kryzys − jako gość na stacji (odc. 3)
- 2019: Egzamin − jako profesor
- 2021: Na białym koniu − jako Szymon
- 2023: Emigracja XD − jako Leszek (odc. 7)
- 2023: Night Road - jako Dawid
- 2023: Polowanie na ćmy − jako klient u „Czarnego” (odc. 1)
- 2023: Wolna krowa − jako Maksym, mąż Alicji

## Spektakle Teatru TV
- 1994: Msza za miasto Arras − jako Rękodajny
- 2013: Ciała obce − jako Adam; Ewa
- 2015: Broniewski − jako Nowicki; Stern; Działacz; Matuszewski; Stawar; Słonimski; Bierut

## Nagrody
- „Laur Grzymały” (2002)
- Nagroda im. Hieronima Konieczki dla najlepszego młodego aktora przyznana przez bydgoski oddział „Gazety Wyborczej” (2003)
- Nagroda Prezydenta Miasta Bydgoszczy z okazji Międzynarodowego Dnia Teatru (2006)
- Nagroda jury VI Festiwalu Prapremier w Bydgoszczy za rolę Danny'ego w przedstawieniu Motortown Teatru Polskiego im. H.Konieczki w Bydgoszczy (2007)
- Honorowe wyróżnienie XI Festiwalu Prapremier w Bydgoszczy za rolę Adama/Ewy w spektkalu Ciała obce z Teatru Wybrzeże w Gdańsku (2012)
- Nagroda Teatralna Miasta Gdańska za rolę Adama/Ewy w spektaklu Ciała obce w Teatrze Wybrzeże (2013)
- Nagroda Teatralna Marszałka Województwa Pomorskiego za rolę Adama/Ewy w przedstawieniu Ciała obce w Teatrze Wybrzeże (2013)
- Nagroda Prezydenta Miasta Gdańska w Dziedzinie Kultury z okazji jubileuszu 20-lecia pracy artystycznej (2021)[1]

Źródło:.